# Iki-Burul'skij rajon
L'Iki-Burul'skij rajon (in russo Ики-Бурульский район?, lingua calmucca: Ик Бурла район) è un municipal'nyj rajon della Repubblica autonoma di Calmucchia, nella Russia europea. Istituito nel 1965, occupa una superficie di circa 6.363 chilometri quadrati, ha come capoluogo Iki-Burul e ospita una popolazione di 11.370 abitanti.